# Герб Дубровки (райцентр в Брянской области)
Герб Ду́бровки — административного центра Дубровского района Брянской области Российской Федерации.
Герб утверждён решением исполнительного комитета Дубровского районного Совета народных депутатов Брянской области № 51 от 23 февраля 1987 года.
Герб подлежит внесению в Государственный геральдический регистр Российской Федерации.

## Описание и обоснование символики
Герб имеет форму щита. Герб разделён по горизонтали на 3 части. В верхней части герба название районного центра на зелёном фоне. В средней части герба фрагмент герба города Брянска, указывающего на принадлежность к Брянской области. В нижней части изображены: зубчатая полушестерня и бобина ниток, которые отображают промышленные предприятия районного центра, колосья отображают сельское хозяйство района.
Красная лента символизирует партизанское движение в районе в годы Великой Отечественной войны. 

Зелёный фон символизирует лесные запасы района.